# Rafael Squirru
Rafael Squirru (* 23. März 1925 in Buenos Aires; † 5. März 2016 ebenda) war ein argentinischer Dichter, Redner, Kunstkritiker und Essayist.

## Leben
Squirru wurde 1925 in der argentinischen Hauptstadt Buenos Aires geboren und wuchs dort auf. Er besuchte die Saint Andrew’s Scot School und die El Salvador Secondary School der Jesuiten. Er erlangte im Jahre 1948 einen Abschluss an der Universität von Edinburgh.
Nachdem er 1956 das Museum für Moderne Kunst in Buenos Aires gegründet hatte, trat er in die Regierung von Arturo Frondizi als Direktor für Kulturangelegenheiten für die argentinische und lateinamerikanische Kunst ein. Durch seine Bemühungen während dieser Zeit wurden Skulpturen von Alicia Penalba und Radierungen von Antonie Berni nach São Paulo beziehungsweise zur Biennale di Venezia geschickt, wobei beide Künstler erste Preise erhielten.
Als Kulturdirektor der Organization of American States (OAS) mit Hauptquartier in Washington, D.C. setzte er 1963 seine Aufgabe, die nord- und lateinamerikanische Kultur zu fördern, bis zu seiner Kündigung 1970 fort. In dieser Zeit unterstützte er die Konstruktion des Grabmals für US-Präsident John F. Kennedy durch den uruguayischen Künstler Lincoln Presno in Quemú Quemú; seine Antrittsrede als offizieller Vertreter des OAS, gehalten während der Militärregierung von General Juan Carlos Onganía, brachte ihm die eine zeitweilige Erklärung zur persona non grata ein.
Zurück in Buenos Aires, unterstützte er die Kultur in all ihren Formen durch Lesungen im eigenen Land und im Ausland, Vorworten zu Kunstausstellungen und regelmäßigen Veröffentlichungen in der argentinischen Tageszeitung La Nación, mit der er über mehr als zwanzig Jahre zusammenarbeitete.

## Auszeichnungen
- Ehrendoktorwürde für Geisteswissenschaften, Universität von Neuquén, Argentinien
- Ehrendoktorwürde für Geisteswissenschaften, Universität von Morón, Argentinien
- Konex Platin-Preis für Bildende Künste, Konex Stiftung, Buenos Aires
- Gratia Artis Preis der Academia Nacional de Bellas Artes, Argentinien
- Ehrenmitglied der The Association of The Corcoran Gallery
- beratendes Mitglied der CARI (Consejo Argentino Relaciones Internacionales) in Buenos Aires
- Ehrenmitglied der Miguel Lillo Stiftung, San Miguel de Tucumán, Argentinien

## Schriften
Kunstkritik
- Barragán, Buenos Aires, Galería Rubbers, 1960.
- Leopoldo Presas, Buenos Aires, El Mangrullo, 1972.
- Pérez Celis, Buenos Aires, Ediciones del Hombre Nuevo, 1973.
- Albino Fernández, Buenos Aires, La Barca Gráfica, 1975.
- Antonio Berni, Buenos Aires, Dead Weight, 1975.
- Guillermo Roux, Buenos Aires, Dead Weight, 1975.
- Pintura, pintura, siete valores argentinos en el arte actual, Buenos Aires, Ediciones Arte y Crítica, 1975.
- Luis Seoane, Buenos Aires, Dead Weight, 1978.
- Liberti, Buenos Aires, Dead Weight, 1978.
- Arte de América: 25 años de crítica, Buenos Aires, Gaglianone, 1979.
- Héctor Giuffré, Buenos Aires, Gaglianone, 1980.
- Batuz (con D. Ronte, R. A. Kuchta e C. Heigl), New York, Rizzoli International Publications, 1981.
- Buenos Aires y sus esculturas, Buenos Aires, Manrique Zago, 1981.
- Eduardo Mac Entyre, Buenos Aires, Gaglianone, 1981.
- Aldo Severi, Buenos Aires, Dead Weight, 1982.
- Arte argentino hoy. Una selección de 48 artistas, Buenos Aires, Gaglianone, 1983.
- Juan Del Prete, Buenos Aires, Gaglianone, 1984.
- Mariano Pagés: 1945-1983, Buenos Aires, 1984.
- Four Contemporary Painters from Argentina: Horacio Bustos, Pérez Celis, Kenneth Kemble, Juan Carlos Liberti, University of Florida, 1986.
- Miguel Ocampo, Buenos Aires, Gaglianone, 1986.
- Kenneth Kemble, Buenos Aires, Gaglianone, 1987.
- Elena Tarasido: la opción de la libertad, Buenos Aires, Instituto Salesiano de Artes Gráficas, 1988.
- Inés Bancalari 1976-1987, Buenos Aires, Gaglianone, 1988.
- Cuarenta maestros del arte de los Argentinos (with I. Gutiérrez Zaldivar), Buenos Aires, Zurbarán, 1990.
- Gyula Kosice: obras Madi, Buenos Aires, Gaglianone, 1990.
- Quinquela: popular y clásico, Buenos Aires, 1990.
- Juan M. Sánchez, Buenos Aires, Ennio Ayosa, 1991.
- Mara Marini, Iglesias Kuppenhein, 1992.
- Carpani cabalga al tigre (con M. Vincent), Madrid, Ollero y Ramos, 1994.
- Roma Geber. Imágenes urbanas, Buenos Aires, Arte al Día, 1997.
- Leopoldo Torres Agüero, Fragments Editions, 1999.
- Perez Celis (with Frederick Ted Castle and Peter Frank), Shapolsky, 1999

Kunstkritik in Versen
- 49 artistas de América: itinerario poético, Buenos Aires, Gaglianone, 1984.

Dichtung
- La noche iluminada, Buenos Aires, Ediciones del Hombre Nuevo, 1957.
- Amor 33, Buenos Aires, Ediciones del Hombre Nuevo, 1958.
- Números, Buenos Aires, Ediciones del Hombre Nuevo, 1960.
- Awareness of Love (poetical comment on the work of Juan Downey), Washington D.C., H.K. Press, 1966.
- Poesía 1957-1966, Buenos Aires, Dead Weight, 1966.
- Poesía 1966-1970, Buenos Aires, Juárez, 1970.
- Poesía 1970-1971. La edad del cerdo y otros poemas, Buenos Aires, Dead Weight, 1971.
- Poesía 1971-1973. Quincunce americano, Buenos Aires, Dead Weight, 1973.
- Poesía 1973-1975. Cuaderno de bitácora, Buenos Aires, Dead Weight, 1975.
- Poesía 1975-1977. La Corona, Buenos Aires, Dead Weight, 1977.
- Números. Veinte años de poesía (1957-1977), Buenos Aires, La Barca Gráfica, 1977.
- Chrysopeya del buen amor, Buenos Aires, Albino y Asociados, 1986.

Essays
- Filosofía del arte abstracto, Buenos Aires, Museo de Arte Moderno, 1961.
- Leopoldo Marechal, Buenos Aires, Ediciones Culturales Argentinas, 1961.
- The Challenge of the New Man. A cultural approach to the Latin American scene, Washington D.C., Pan American Union, 1964.
- Towards a World Community, Chicago, Academy of Arts and Sciences, 1968.
- Martin Fierro (with other authors), Buenos Aires, Instituto Salesiano de Artes Gráficas, 1972.
- Claves del arte actual, Buenos Aires, Troquel, 1976.
- Ángeles y Monstruos. Ensayos Breves, Buenos Aires, Gaglianone, 1986.
- Hacia la pintura: como apreciarla, Buenos Aires, Editorial Atlántida, 1988
- Exigencias del arte, Buenos Aires, Zurbarán, 1989.
- El artista y su tiempo, Buenos Aires, Rozenblum, 1991.
- Arte y humanismo, Buenos Aires, Fundación Praxis, 1993.
- Libros y libros, cuadros y cuadros, Morón, Universidad de Morón, 1995.

Übersetzungen
- William Shakespeare, Hamlet, Buenos Aires, Dead Weight, 1976.
- William Shakespeare, La tempestad, Buenos Aires, Biblioteca Nacional, 1979.

Dramen
- El Rey Salomón (drama bíblico en tres actos), Buenos Aires, Marchand Editorial, 1980.